# Vicente Díez Canseco
Vicente Díez-Canseco (f. 1895) fue un periodista español.

## Biografía
Redactor de publicaciones periódicas como El Castellano (1836) y El Duende (1837), pasaría a dirigir El Heraldo cuando cesó en la dirección de este periódico el primer conde de San Luis. Falleció en Madrid el 3 de abril de 1895. Entre sus obras se contó un Diccionario biográfico universal de mujeres célebres (Madrid, 1844-45, tres vols.) y el drama Mali ó la insurrección (1841).
Tanto Cejador como Ossorio datan su fallecimiento en 1895. Ossorio da día, el 3 de abril, y lugar, Madrid. Por esas fechas falleció un tal «Vicente Díez-Canseco Guilló» en Valladolid.
Existió un Vicente Díez Canseco, de profesión médico, nacido en 1813 en Genicera (León) y fallecido en 1878.